# Clare Kramer
Clare Elizabeth Kramer (ur. 3 września 1974 w Atlancie w stanie Georgia, USA) – amerykańska aktorka.

## Filmografia

### aktorka
- Przodem do tyłu (1997, In & Out) jako studentka
- Buffy: Postrach wampirów (1997-2003, Buffy the Vampire Slayer) jako Glory
- Vig (1998) jako Heather
- Outreach (1999) jako Casey Shaw
- Ropewalk (2000) jako Liza
- Dziewczyny z drużyny (2000, Bring It On) jako Courtney
- Odzyskać Mallory (2002, The Mallory Effect) jako Robin
- Żyć szybko, umierać młodo (2002, The Rules of Attraction) jako Candice
- Sekta 3 (2003, The Skulls 3) jako Taylor Brooks
- D.E.B.S. (2003) jako Lucy in the Sky
- Mummy an' the Armadillo (2003) jako Sarah
- Guy in Row Five (2004) jako Rose
- L.A. D.J. (2004) jako Flyer Girl
- The Thirst (2006) jako Lisa
- The Fallen (2006) jako Gracie
- Pająk gigant (2013, Big Ass Spider!) jako porucznik Karly Brant